# Фінн (клас яхт)
Фінн — олімпійський клас перегонових яхт, швертбот-одинак, сконструйований в 1950 році шведським конструктором-аматором Ріхардом Сарбі. З 1952 року клас замінив на Олімпійських регатах застарілий швертбот-монотип «Олімпік».
До 1962 року корпуси «Фіннів» будували з дерева з обшивкою з рейок або зі шпону. Пізніше Міжнародним вітрильним союзом була дозволена побудова пластмасових «Фіннів».
«Фінн» є суто перегоновою яхтою, дуже чутливою до налаштувань, гнучкості щогли, покрою вітрил, маси гонщика і його місця в кокпіті залежно від курсу щодо вітру і його сили. Вимагає від спортсмена доброї фізичної підготовки. Округлі обводи корпусу з досить плоским і широким днищем в кормі сприяють глісуванню в свіжий вітер.

## Технічні характеристики
- Довжина корпусу: повна — 4.5 м, по ватерлінії — 4.34 м.
- Ширина корпусу: 1.47 м.
- Осадка: 0.17 м.
- Вага: 107 кг.
- Висота щогли: 6.66 м.
- Площа вітрила: 10.6 m²
- Екіпаж: 1 особа.
- Озброєння: кет.